# Strato (geologia)

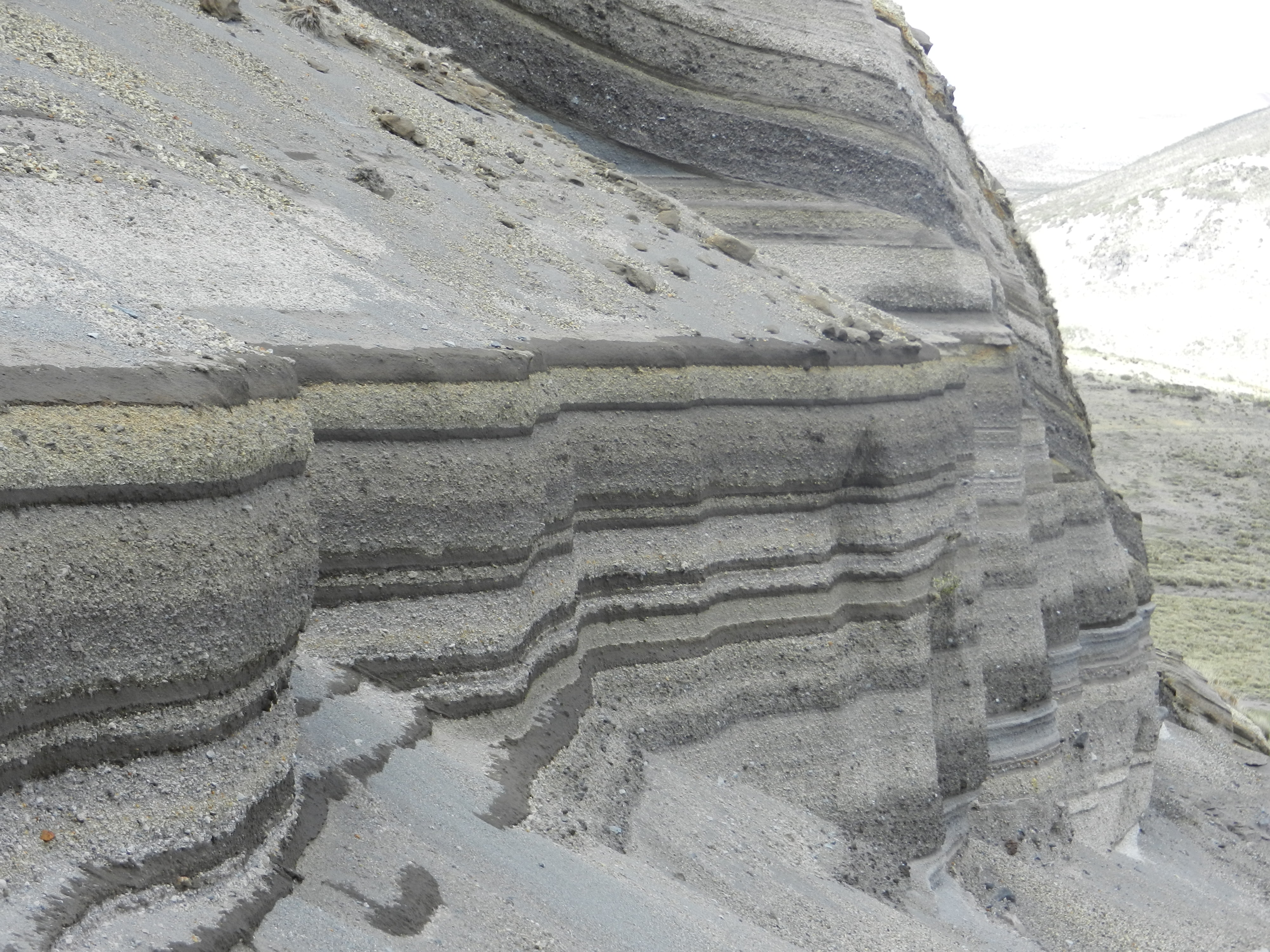
Strati di cenere vulcanica depostasi nei dintorni del vulcano Chimborazo

Uno strato è la più  piccola unità di una roccia sedimentaria depositatasi sotto le medesime condizioni fisiche. Gli strati sono separati fra loro da superfici di non deposizione (dette piani di strato o anche giunti di strato o di stratificazione) o da superfici che testimoniano l'improvviso cambiamento dei parametri sedimentari.

## Caratteristiche

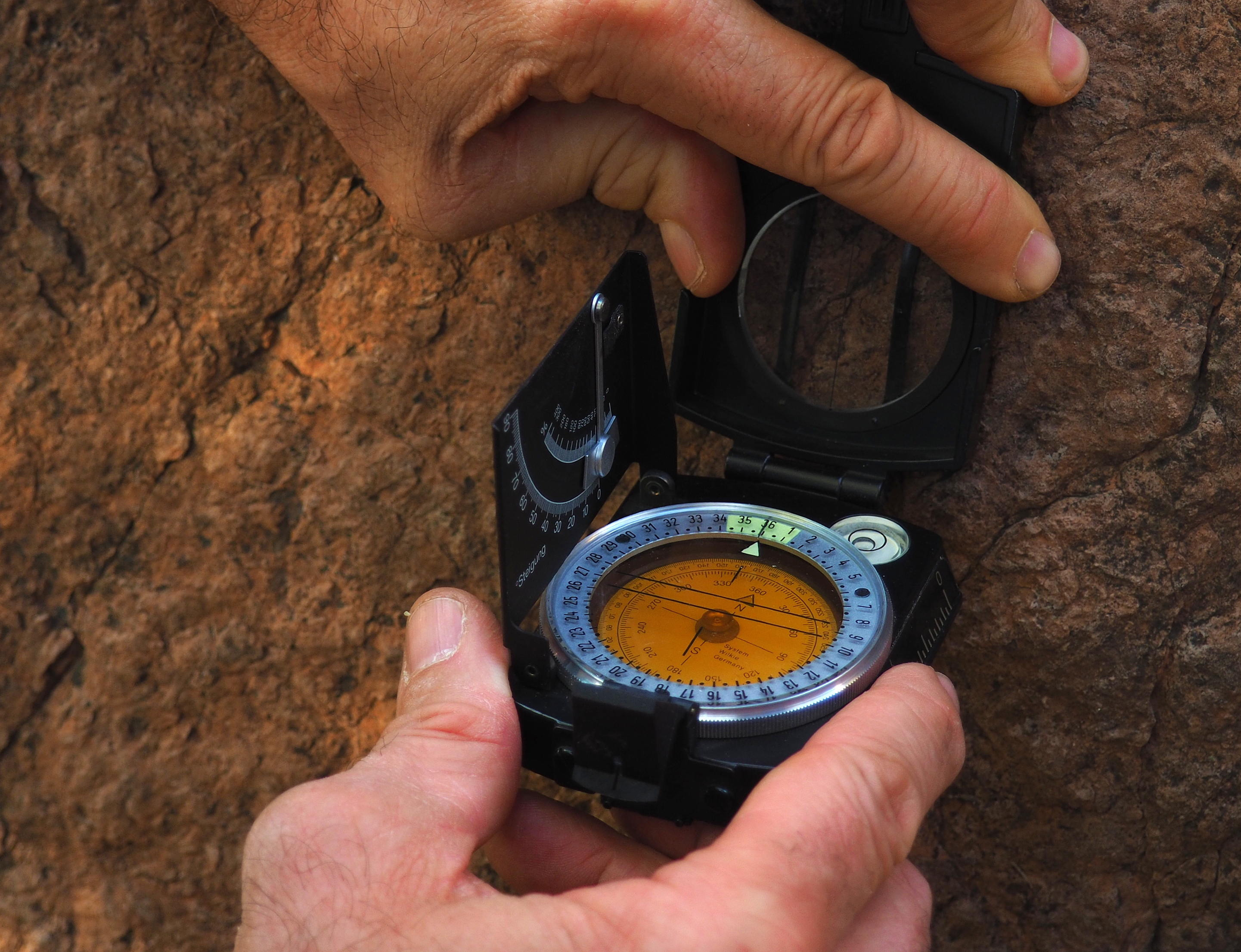
Bussola da geologo in posizione sullo strato

Lo strato, per definizione, è delimitato superiormente (ossia al tetto) e alla sua base da superfici temporalmente istantanee e dunque isocrone; esso può essere considerato una vera e propria unità cronostratigrafica informale.
Lo strato può essere internamente omogeneo o oppure al suo interno possono essere evidenti laminazioni o variazioni verticali di granulometria dei suoi costituenti.
Di uno strato può essere misurata la "potenza" (ovvero il suo spessore), cioè la distanza misurata perpendicolarmente tra le due superfici limite, e la sua "giacitura", ossia la sua orientazione nello spazio rispetto al nord e al piano orizzontale.
La giacitura, misurabile usando la bussola da geologo è caratterizzata da tre elementi:
- l'inclinazione: ossia l'angolo che la superficie dello strato forma con un piano orizzontale (l'angolo viene misurato lungo la linea di massima pendenza), uno strato orizzontale ha inclinazione pari a zero gradi, uno verticale inclinazione pari a 90 gradi;

- l'immersione (o esposizione): ossia la direzione geografica verso cui lo strato si immerge; normalmente viene misurata come l'angolo, proiettato su di un piano orizzontale,  tra l'azimut e la linea di massima pendenza misurato in senso orario.

- la direzione dello strato: ossia l'orientamento della retta perpendicolare all'immersione.

## Le lamine

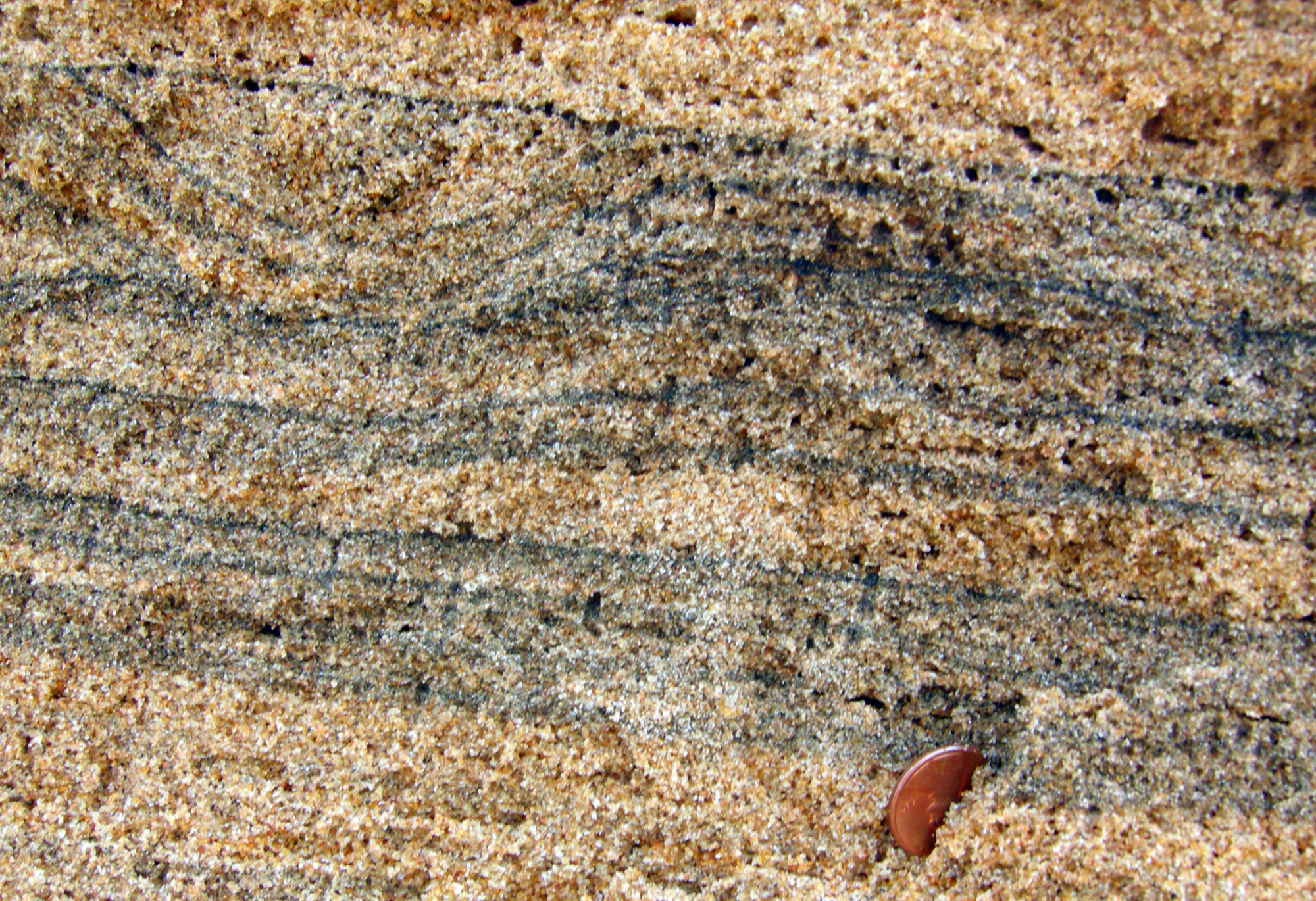
Lamine scure, per la presenza di minerali pesanti, entro una sabbia quarzosa di spiaggia (Chennai, India)

Le lamine sono caratterizzate da una granulometria, una composizione e una tessitura più uniforme dello strato che le contiene, inoltre, la singola lamina non può essere ulteriormente scomponibile.
Lo spessore delle lamine è generalmente millimetrico. 
Anche le lamine, come gli strati, sono suddivise da superfici di laminazione che rappresentano discontinuità temporali ancora minori di quelle dello strato. Costituiscono quindi la più piccola unità di sedimentazione macroscopica.